# Kvegerösjön
Kvegerösjön är en sjö i Gnesta kommun i Södermanland och ingår i Svärtaåns huvudavrinningsområde. Sjöns area är 0,027 kvadratkilometer och den är belägen 15 meter över havet.